# Callista pilsbryi
Callista pilsbryi is een tweekleppigensoort uit de familie van de Veneridae. De wetenschappelijke naam van de soort is voor het eerst geldig gepubliceerd in 1960 door Habe.